# Episodi di Perception (terza stagione)
La terza e ultima stagione della serie televisiva Perception, composta di 15 episodi, è stata trasmessa in prima visione assoluta dal canale via cavo statunitense TNT dal 17 giugno 2014 al 17 marzo 2015.
In Italia la stagione è andata in onda in prima visione sul canale satellitare Fox dal 9 settembre 2014 al 29 luglio 2015, mentre in chiaro è stata trasmessa da Rai 3 dal 24 luglio al 18 settembre 2016.
| nº | Titolo originale | Titolo italiano         | Prima TV USA     | Prima TV Italia   |
| -- | ---------------- | ----------------------- | ---------------- | ----------------- |
| 1  | Paris            | Complotto a Parigi      | 17 giugno 2014   | 9 settembre 2014  |
| 2  | Painless         | Indolore                | 24 giugno 2014   | 16 settembre 2014 |
| 3  | Shiver           | Ricordi                 | 1º luglio 2014   | 23 settembre 2014 |
| 4  | Possession       | Possessione             | 8 luglio 2014    | 30 settembre 2014 |
| 5  | Eternity         | Eternità                | 15 luglio 2014   | 7 ottobre 2014    |
| 6  | Inconceivable    | Inconcepibile           | 22 luglio 2014   | 14 ottobre 2014   |
| 7  | Bolero           | Bolero                  | 29 luglio 2014   | 21 ottobre 2014   |
| 8  | Prologue         | Passato e futuro        | 5 agosto 2014    | 28 ottobre 2014   |
| 9  | Silence          | Quiet Zone              | 12 agosto 2014   | 4 novembre 2014   |
| 10 | Dirty            | Pregiudizi              | 19 agosto 2014   | 11 novembre 2014  |
| 11 | Brainstorm       | Commozione cerebrale    | 17 febbraio 2015 | 1º luglio 2015    |
| 12 | Meat             | Carne è omicidio        | 24 febbraio 2015 | 8 luglio 2015     |
| 13 | Mirror           | Scandalo internazionale | 3 marzo 2015     | 15 luglio 2015    |
| 14 | Romeo            | Morte nel campus        | 10 marzo 2015    | 22 luglio 2015    |
| 15 | Run              | Abbandonato all'altare  | 17 marzo 2015    | 29 luglio 2015    |

## Complotto a Parigi
- Titolo originale: Paris
- Diretto da: Ken Biller
- Scritto da: Mike Sussman

### Trama
Daniel si trova a Parigi, dove cerca di instaurare un rapporto 'normale' con Miranda. Anche qui però viene contattato dall'FBI, che gli chiede aiuto in un caso di portata internazionale. Intanto Lewicki cerca di farlo tornare a Chicago.
- Guest star: Perrey Reeves (Miranda Stiles)
- Ascolti USA: telespettatori 3 070 000[5]

## Indolore
- Titolo originale: Painless
- Diretto da: Eric McCormack
- Scritto da: Jason Ning

### Trama
Un Pubblico Ministero muore improvvisamente durante un dibattimento in tribunale: un caso per Moretti e Pierce di non facile soluzione. Intanto, Moretti e Donnie devono prendere una decisione importante per il loro futuro.
- Ascolti USA: telespettatori 2 550 000[6]

## Ricordi
- Titolo originale: Shiver
- Diretto da: Christopher Misiano
- Scritto da: Raf Green

## Possessione
- Titolo originale: Possession
- Diretto da: Christopher Misiano
- Scritto da: Warren Hsu Leonard

### Trama
Daniel è chiamato a esaminare una donna, che ha confessato un omicidio ma asserisce di essere... posseduta dal demonio. Su un altro fronte, i piani di Moretti e Donnie vengono continuamente ostacolati.
- Ascolti USA: telespettatori 2 580 000[7]

## Eternità
- Titolo originale: Eternity
- Diretto da: Jeff Woolnough
- Scritto da: David Eagleman

### Trama
Daniel ospita suo padre, facendosi aiutare da Lewicki. Kate si trova a indagare sulla morte sospetta di un neuroscienziato.
- Guest star: Charlie Bodin, Adam Garcia, Paul Cassell, Christina Cox, Alex Carter, Bahor Soomekh, Jo Anderson, Gregg Binkley e Peter Coyote (James Pierce)
- Ascolti USA: telespettatori 2 580 000[8]

## Inconcepibile
- Titolo originale: Inconceivable
- Diretto da: Jeff Woolnough
- Scritto da: Nicki Paluga

### Trama
- Guest star: Jennifer Holland (Lucy Halpern), Steven Helmkamp (Andrew O'Leary), Jeff Branson (Scott Kemp)
- Ascolti USA: telespettatori 2 850 000[9]

## Bolero
- Titolo originale: Bolero
- Diretto da: Alrick Riley
- Scritto da: Tawnya Bhattacharya e Ali Laventhol

### Trama
Daniel Pierce spinto dal suo analista, il dottor Rosenthal, a conoscere nuove persone visita una galleria d'arte nella quale muore accidentalmente uno dei titolari. Ripensando all'accaduto con l'aiuto della sua allucinazione (la modella ritratta nel quadro che ammirava poco prima) coinvolge l'agente Moretti nelle indagini.
- Guest star: Louise Lombard (Josephine Carswell), Adam Godley (Teddy Brennan), Francesca Eastwood (la musa del quadro), Brad Hunt (Martin Grant), Robert Curtis Brown (Dr. Rosenthal)
- Ascolti USA: telespettatori 2 790 000[10]

## Passato e futuro
- Titolo originale: Prologue
- Diretto da: Alrick Riley
- Scritto da: Mike Sussman

### Trama
Quando un agente dell'FBI coinvolto in uno dei vecchi casi irrisolti di Pierce finisce per morire, il terapeuta di Pierce lo mette in guardia dal riesaminare il caso.
- Guest star: Robert Curtis Brown (Dr. Rosenthal), Jessica Collins (Agente Speciale Bishop), Chad Donella (Dr. Swank), Kim Darby, Lisa Brenner, Andy Milder, Michelle Joyner, Brooke Nevin (Shelby Coulson)
- Ascolti USA: telespettatori 2 750 000[11]

## Quiet Zone
- Titolo originale: Silence
- Diretto da: LeVar Burton
- Scritto da: Raf Green

### Trama
Un cecchino spara sulla hall del Federal Building, ferendo un agente. Tuttavia, Pierce ritiene che il tiratore stesse prendendo di mira la vicina macchina di scansione di sicurezza come atto contro la tecnologia. Nel frattempo, Shelby Coulson chiede a Donnie di candidarsi come consigliere comunale.
- Guest star: Brooke Nevin (Shelby Coulson), Kate Vernon (Mary Morrison), Chris Coy (Alex White)
- Ascolti USA: telespettatori 2 870 000[12]

## Pregiudizi
- Titolo originale: Dirty
- Diretto da: LeVar Burton
- Scritto da: Jonathan Abrahams

### Trama
Dopo che Donnie si ritrova accusato di omicidio, Pierce e Moretti si mettono in viaggio per riabilitare il suo nome. Nel frattempo, il padre di Pierce si spaccia per il marito di Ruby (Joanna Cassidy), una donna affetta da Alzheimer, mentre chiede a Pierce e Moretti di trovare un fuggitivo che Ruby insiste di aver riconosciuto. L'indagine apparentemente innocua mette Pierce in pericolo.
- Guest star: Brooke Nevin (Shelby Coulson), Joanna Cassidy (Ruby), David Paymer (Rueben Bauer), Peter Coyote (James Alan Pierce)
- Ascolti USA: telespettatori 2 570 000[13]

## Commozione cerebrale
- Titolo originale: Brainstorm
- Diretto da: Andrew Bernstein
- Scritto da: Jason Ning

### Trama
Dopo che Pierce subisce un trauma, suo padre e Paul devono scegliere di consentire un intervento chirurgico ad alto rischio. Nel frattempo, Pierce lavora per risolvere un caso di omicidio in stile Agatha Christie che lo porta a mettere in discussione tutto.
- Guest star: Edward Herrmann (Jack Pierce, zio di Daniel e padre di Roger), John Rubinstein (Jack Crawford, agente FBI), Charlie Hofheimer (Roger Pierce, cugino di Daniel), Zoe McLellan (Alice Pierce, moglie di Roger), Richard Topol (Dr. Jeff Bowen), Francis X. McCarthy (Roger Jackson), Joy Osmanski (dottoressa dell'Ospedale) e con JoBeth Williams (Margaret Pierce, madre di Daniel) e Peter Coyote (James Alan Pierce, padre di Daniel).
- Ascolti USA: telespettatori 1 610 000[14]

## Carne è omicidio
- Titolo originale: Meat
- Diretto da: Andrew Bernstein
- Scritto da: Nicki Paluga

### Trama
Moretti va sotto copertura per indagare su un gruppo per i diritti degli animali sospettato di essere coinvolto nei brutali omicidi dei proprietari di un'azienda di carne. Mentre aiuta a risolvere il caso, Pierce considera di fare una confessione profondamente personale a Moretti.
- Guest star: Gene Farber (Tom Bosworth), Danielle Savre (Reagan Harper), David Andrews (Krueger, agente FBI), Ray Abruzzo (macellaio), Boti Bliss (Connie Meier), Merle Dandridge (Robyn Sherman), Simon Rex (Roy Meier), Aaron Lustig (dottore del sonno), Isabella Hofmann (Janice Bosworth), David Purdham (Walter Bosworth).
- Ascolti USA: telespettatori 1 300 000[15]

## Scandalo internazionale
- Titolo originale: Mirror
- Diretto da: Elodie Keene
- Scritto da: Katie Gruel

### Trama
Pierce and Moretti investigate an international scandal with the murders of a diplomat and a reporter. At the same time, Moretti tries to write her vows for her wedding to Donnie.
- Guest star: Agam Darshi (Nasim Shah), Pej Vahdat (Vice Console Rashid Prasad), David de Lautour (amico di Natalie), Chris Gartin (Padre Pat), Cas Anvar (Dev Mehta), Steven Flynn (Gordon Sloane), Andy Milder (Dr. Swank), Ajay Mehta (Console Generale Ahmad Khan), John Burke (Avvocato Brooks), Alex Weed (Scott Pineda), Matthew John Armstrong (Dr. Trevor Rhodes), Robert Maffia (Detective McKearney).
- Ascolti USA: telespettatori 1 740 000[16]

## Morte nel campus
- Titolo originale: Romeo
- Diretto da: Ken Biller
- Scritto da: Amanda Green

### Trama
Lily, una studentessa del campus universitario di Daniel viene uccisa, ma il dottor Pierce è deciso a scagionare il principale sospettato poiché certo della sua innocenza. Mentre vengono a galla dettagli sulla vita privata della ragazza uccisa, Daniel deve anche fare i conti con i propri sentimenti e con l'imminente matrimonio fra Kate e Donnie.
- Ascolti USA: telespettatori 1 681 000[17]